# Drapetis rufipes
Drapetis rufipes är en tvåvingeart som beskrevs av Enrico Adelelmo Brunetti 1913. Drapetis rufipes ingår i släktet Drapetis och familjen puckeldansflugor. Inga underarter finns listade i Catalogue of Life.